# Pristipomoides zonatus
Pristipomoides zonatus es una especie de peces de la familia Lutjanidae en el orden de los Perciformes.

## Morfología
• Los machos pueden llegar alcanzar los 50 cm de longitud total.

## Alimentación
Come peces, gambas, cangrejos, cefalópodos y Urochordatas.

## Hábitat
Es un pez de mar de aguas profundas que vive entre 70-300 m de profundidad.

## Distribución geográfica
Se encuentra desde el África Oriental hasta Hawái,  Tahití, el sur del Japón  y Australia